# 细早熟禾
细早熟禾（学名：Poa debilior）为禾本科早熟禾属下的一个种。